# Girolamo Francesco Cristiani
Girolamo Francesco Cristiani (Bréscia, 3 de agosto de 1731 – Verona, 30 de dezembro de 1811) foi um engenheiro e economista italiano.
Foi apreciado por Voltaire e inspirou novos estudos sobre o rio Brenta.

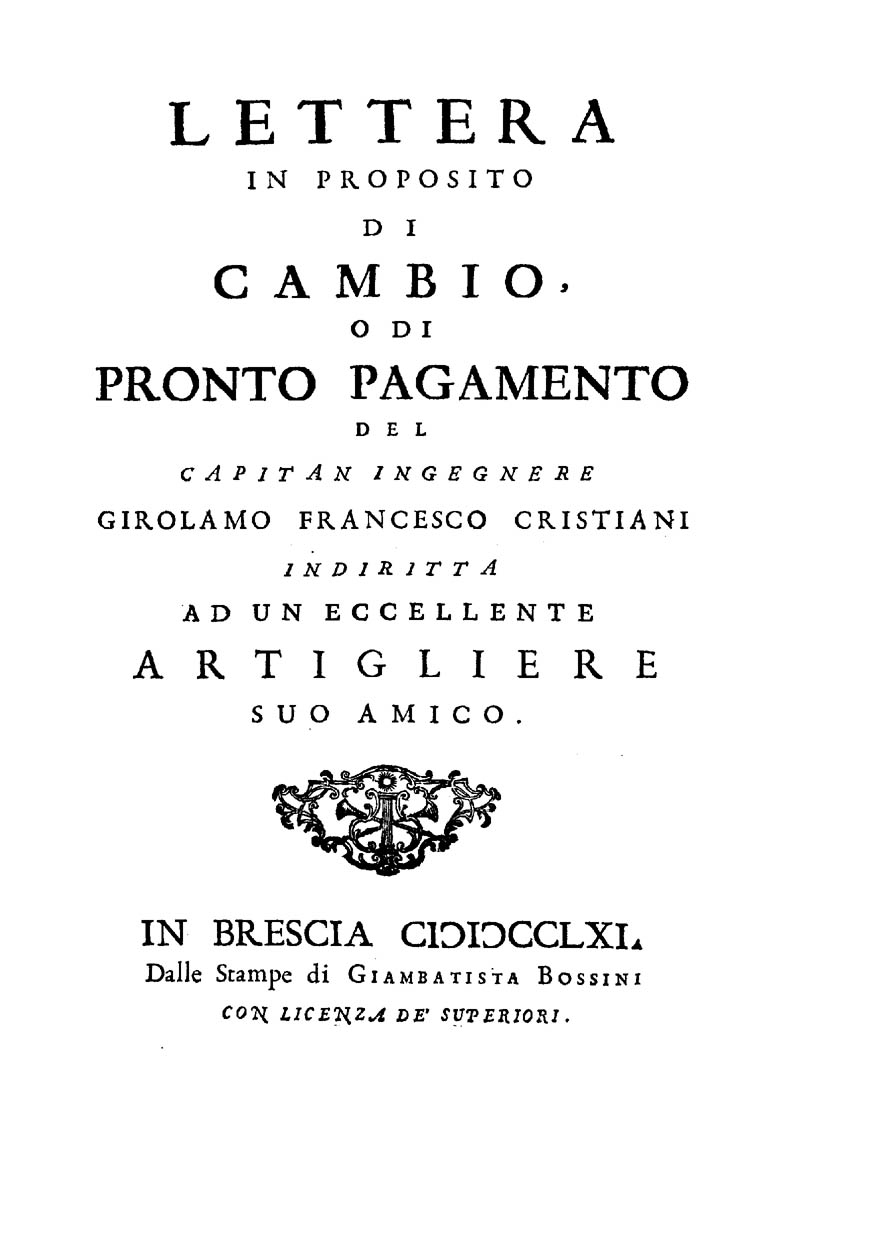
Lettera in proposito di cambio, o di pronto pagamento, folha de rosto

## Obras
- Delle misure d'ogni genere antiche, e moderne. Brescia: Giambattista Bossini. 1760
- Lettera in proposito di cambio, o di pronto pagamento. Brescia: Giambattista Bossini. 1761
- Dissertazione epistolare intorno l'utilita de' modelli nello studio di varie facoltà matematiche, e principalmente dell'architettura militare. Brescia: Giambattista Bossini. 1763
- Della media armonica proporzionale da applicarsi nell'architettura civile. Brescia: Giambattista Bossini. 1767
- Allegazione e tre lettere sopra il riflusso, o rigurgito dell'acque correnti. Brescia: Fratelli Pasini. 1773
- Della inalveazione, e del regolamento del fiume Brenta. Milano: Luigi Veladini. 1795